# Техаська різанина бензопилою (фільм, 1974)
Техаська різанина бензопилою (англ. The Texas Chainsaw Massacre) — американський фільм жахів 1974 року, продюсером, співавтором і режисером якого є Тоуб Гупер, який написав сценарій у співавторстві з Кімом Генкелем. У фільмі знялися Мерилін Бернс, Пол А. Партейн, Аллен Данзіґер, Едвін Ніл, Джим Сідов і Гуннар Гансен. Сюжет фільму розповідає про групу друзів, які стають жертвами сім'ї канібалів під час відвідин старої садиби. Фільм позиціонувався як заснований на реальних подіях, щоб розширити аудиторію і стати тонким коментарем до політичного клімату епохи. Хоча образ Шкіряного Обличчя та другорядні сюжетні деталі були натхненні злочинами вбивці Еда Ґейна, його сюжет значною мірою вигаданий.
Гупер спродюсував фільм менш ніж за $140 000 ($800 000 з урахуванням інфляції) і використав акторський склад з відносно невідомих акторів, переважно з центрального Техасу, де відбувалися зйомки фільму. Обмежений бюджет змушував Гупера знімати дублі довгі години сім днів на тиждень, щоб закінчити якомога швидше і зменшити витрати на оренду обладнання. Через насильницький зміст фільму Гуперу було важко знайти дистриб'ютора, але врешті-решт його придбала компанія Bryanston Distributing Company. Гупер обмежив кількість крові на екрані, сподіваючись отримати рейтинг PG, але Американська асоціація кінематографістів (MPAA) присвоїла йому рейтинг R. Фільм зіткнувся зі схожими труднощами на міжнародному рівні, будучи забороненим у кількох країнах, а численні кінотеатри припинили показ фільму у відповідь на скарги щодо його жорстокості.

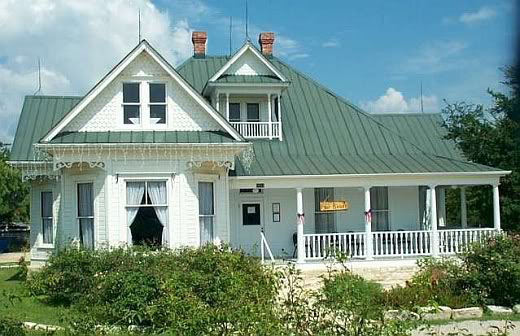
Фермерський будинок, який використовувався для зйомок "Техаської різанини бензопилою", був перевезений з Ла Фронтера до Кінгсленда, штат Техас, і відновлений як ресторан.

Фільм "Техаська різанина бензопилою" вийшов на екрани США 11 жовтня 1974 року. Хоча фільм спочатку отримав неоднозначну оцінку критиків, він був дуже прибутковим, зібравши понад 30 мільйонів доларів у вітчизняному прокаті, що еквівалентно приблизно 150,8 мільйонам доларів станом на 2019 рік, продавши понад 16,5 мільйона квитків у 1974 році. Відтоді він здобув репутацію одного з найкращих і найвпливовіших фільмів жахів. Вважається, що він започаткував кілька елементів, характерних для жанру слешерів, зокрема використання електроінструментів як знаряддя вбивства, характеристику вбивці як великої, здоровенної фігури в масці та вбивство жертв. Це призвело до створення франшизи, яка продовжила історію Шкіряного Обличчя та його сім'ї у сиквелах, приквелах, римейках, коміксах та відеоіграх.
Фільм став першим у культовій серії.

## Сюжет
Компанія молодих хлопців та дівчат їде на автофургоні, з наміром захистити могилу дідуся від вандалів. Вони підбирають божевільного попутника, який поранив одного з них. Прогнавши його, вони приїжджають до будинку їхнього діда. Однак, вони не знали про маніяка, що чекав на них у цих краях.

## Актори
- Мерилін Бернс у ролі Саллі Гардесті
- Аллен Данзіґер в ролі Джеррі
- Пол А. Партейн - Франклін Гардесті
- Вільям Вейл в ролі Кірка
- Тері Макмінн в ролі Пем
- Едвін Ніл - автостопник
- Джим Сєдов (старий)
- Гуннар Гансен - Шкіряне обличчя
- Джон Дуган - дідусь
- Роберт Куртін - мийник вікон
- Вільям Крімер - бородатий чоловік
- Джон Генрі Фолк - оповідач
- Джеррі Грін - ковбой
- Ед Гінн - водій вантажівки для худоби
- Джо Білл Хоган - п'яний
- Перрі Лоренц як водій пікапа
- Джон Ларрокетт - оповідач